# 쇨베스보리시

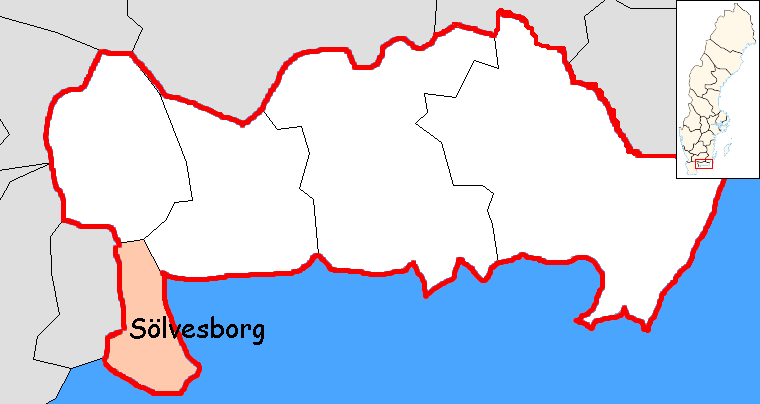
쇨베스보리 시의 위치

쇨베스보리시(스웨덴어: Sölvesborgs kommun)는 스웨덴 블레킹에주에 위치한 지방 자치체로 행정 중심지는 쇨베스보리이며 면적은 1,106.4km2, 인구는 17,437명(2016년 12월 31일 기준), 인구 밀도는 16명/km2이다.

시 문장